# ハーシェル・ギブズ

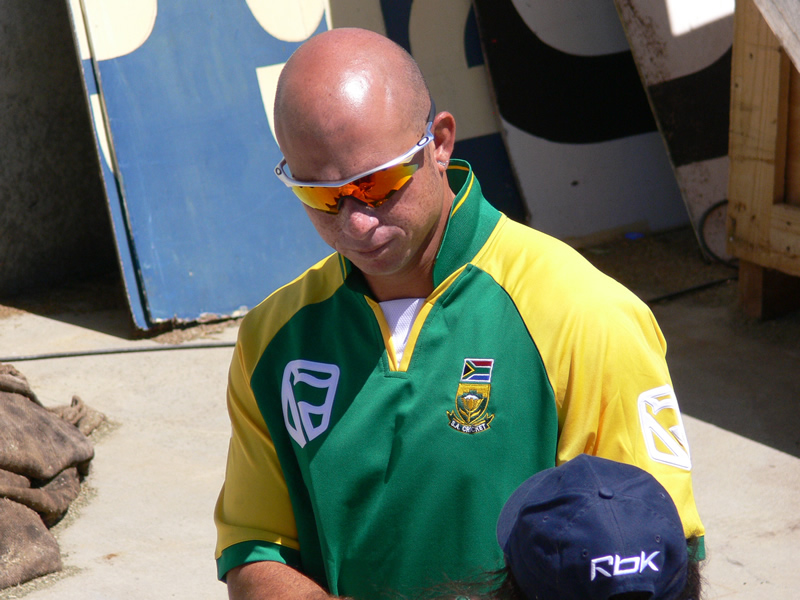
ハーシェル・ギブズ

ハーシェル・ハーマン・ギブズ(Herschelle Herman Gibbs 、1974年2月23日 - )は、南アフリカ共和国のケープタウン出身のクリケット選手。カラードである。
1996年の11月27日に南アフリカ代表のバッツマンとして代表初出場を果たし、以来3度のクリケット・ワールドカップに出場している。1999年のワールドカップではオーストラリアのスティーブ・ウォーの簡単な打球を落球してしまう重大な失敗を犯した。2007年のワールドカップにおいては、オランダ戦で、ワン・デイ・インターナショナル史上初となる1オーバーで66ものヒットを記録した。2007年6月8日にはセントクリストファー・ネイビスのテニール・ポーヴェイと結婚したもののすぐに破局した。